# Lijst van gemeentelijke monumenten in Maastricht-Noordwest
De wijk Maastricht-Noordwest in Maastricht heeft 118 objecten/panden die als gemeentelijk monument zijn beschreven in 41 regels (monumentnummers), verdeeld over 5 buurten.

## Belvédère
De buurt Belvédère kent 11 panden/objecten die als gemeentelijk monument zijn beschreven in 9 regels (monumentnummers).
| Object                                                                                     | Bouwjaar   | Architect       | Locatie                                                                | Coördinaten                   | Nr.       | Afbeelding                                                                                 |
| ------------------------------------------------------------------------------------------ | ---------- | --------------- | ---------------------------------------------------------------------- | ----------------------------- | --------- | ------------------------------------------------------------------------------------------ |
| Voormalige mytylschool, nu Immanuelkerk (pinkstergemeente)                                 |            |                 | Brusselseweg 500                                                       | 50° 51' 56" NB, 5° 40' 22" OL | 0935/2718 | Voormalige mytylschool, nu Immanuelkerk (pinkstergemeente)                                 |
| Onderwijzerswoning                                                                         |            |                 | Brusselseweg 502                                                       | 50° 51' 57" NB, 5° 40' 23" OL | 0935/2719 | Onderwijzerswoning                                                                         |
| Villa Bon Abri, in chaletstijl                                                             | circa 1913 |                 | Brusselseweg 520                                                       | 50° 51' 58" NB, 5° 40' 26" OL | 0935/2720 | Villa Bon Abri, in chaletstijl                                                             |
| Twee hardstenen pylonen, toegangshekwerk tot villa Bon Abri                                |            |                 | Brusselseweg bij 520                                                   | 50° 51' 58" NB, 5° 40' 21" OL | 0935/2721 | Twee hardstenen pylonen, toegangshekwerk tot villa Bon Abri                                |
| Spoorwegonderdoorgang                                                                      | 1856       |                 | Industrieweg                                                           | 50° 52' 17" NB, 5° 40' 52" OL | 0935/2727 | Spoorwegonderdoorgang                                                                      |
| Voormalig kantoorgebouw chemische fabriek Ten Horn, nu archiefbergplaats                   | 1948       | Alphons Boosten | Industrieweg 10A                                                       | 50° 52' 0" NB, 5° 41' 1" OL   | 0935/2726 | Voormalig kantoorgebouw chemische fabriek Ten Horn, nu archiefbergplaats                   |
| Directievilla en portiersloge van Maastrichtse Spijker- en Draadnagelfabriek Thomas Regout | 1905       |                 | Industrieweg 40 en 40A                                                 | 50° 51' 47" NB, 5° 41' 9" OL  | 0935/450  | Directievilla en portiersloge van Maastrichtse Spijker- en Draadnagelfabriek Thomas Regout |
| Tracé voormalige Postbaan                                                                  | vóór 1000  |                 | Postbaan, tracé ten oosten van de Brusselseweg                         | 50° 52' 20" NB, 5° 40' 27" OL | 0935/2728 | Upload foto                                                                                |
| Gietijzeren grenspalen 103 en 104                                                          | 1843       |                 | Langs de Belgische grens, bij Brusselseweg en bij de Zuid-Willemsvaart | 50° 52' 52" NB, 5° 40' 24" OL | 0935/3675 | Gietijzeren grenspalen 103 en 104                                                          |

## Boschpoort
De buurt Boschpoort kent 11 panden/objecten die als gemeentelijk monument zijn beschreven in 5 regels (monumentnummers).
| Object | Bouwjaar       | Architect       | Locatie                                                   | Coördinaten                   | Nr.       | Afbeelding |
| --- | -------------- | --------------- | --------------------------------------------------------- | ----------------------------- | --------- | --- |
| Brug over Jojohaven | 1924-1930      |                 | Bosscherweg                                               | 50° 51' 58" NB, 5° 41' 10" OL | 0935/3836 | Brug over Jojohaven |
| Vijf dienstwoningen en een dienst- en opslagruimte van Rijkswaterstaat                                                      | 1931           | Alphons Boosten | Bosscherweg 101-109 (oneven)                              | 50° 52' 1" NB, 5° 41' 13" OL  | 0935/3835 | Upload foto |
| Droogschuur | begin 20e eeuw |                 | Bosscherweg 121                                           | 50° 51' 59" NB, 5° 41' 19" OL | 0935/3837 | Droogschuur |
| Half vrijstaande directeurswoning                                                                                           | circa 1907     |                 | Bosscherweg 183                                           | 50° 51' 43" NB, 5° 41' 20" OL | 0935/3838 | Half vrijstaande directeurswoning                                                                                           |
| Van de gietijzeren grenspalen 105-108 en de tussenliggende grensstenen, liggen er totaal 3 stuks op de grens van deze buurt | 1843           |                 | Langs de Belgische grens, bij Klein Dijkje en Bosscherweg | 50° 52' 50" NB, 5° 40' 36" OL | 0935/3675 | Van de gietijzeren grenspalen 105-108 en de tussenliggende grensstenen, liggen er totaal 3 stuks op de grens van deze buurt |

## Bosscherveld
De buurt Bosscherveld kent 4 panden/objecten die als gemeentelijk monument zijn beschreven in 4 regels (monumentnummers).
| Object                                              | Bouwjaar              | Architect                    | Locatie           | Coördinaten                   | Nr.       | Afbeelding                                          |
| --------------------------------------------------- | --------------------- | ---------------------------- | ----------------- | ----------------------------- | --------- | --------------------------------------------------- |
| Schoorsteen van de Hollands-Belgische Cokesfabriek  | 2e kwart van 20e eeuw |                              | bij Phoenixweg 15 | 50° 51' 44" NB, 5° 40' 58" OL | 0935/448  | Schoorsteen van de Hollands-Belgische Cokesfabriek  |
| Hoeve in traditioneel-ambachtelijke stijl           | 1880                  |                              | Brusselseweg 480  | 50° 51' 51" NB, 5° 40' 21" OL | 0935/2717 | Hoeve in traditioneel-ambachtelijke stijl           |
| Kantoor en portiersloge van de rubberfabriek Radium | 1957                  | Op ten Noort en Blijdenstein | Cabergerweg 45    | 50° 51' 21" NB, 5° 40' 54" OL | 0935/445  | Kantoor en portiersloge van de rubberfabriek Radium |
| Schoorsteen van de rubberfabriek Radium             | 2e kwart van 20e eeuw |                              | Cabergerweg 45    | 50° 51' 23" NB, 5° 40' 52" OL | 0935/446  | Meer afbeeldingen                                   |

### Vervallen monumenten
Deze monumenten zijn niet meer terug te vinden in de laatst documenten van de gemeente Maastricht:
| Object                    | Bouwjaar | Architect | Locatie                      | Coördinaten | Nr.                  | Afbeelding  |
| ------------------------- | -------- | --------- | ---------------------------- | ----------- | -------------------- | ----------- |
| Gevelsteen INT GROEN HERT | ca. 1770 |           | Phoenixweg bij 15 (zijgevel) |             | 0935/449 [dode link] | Upload foto |

## Frontenkwartier
De buurt Frontenkwartier kent 74 panden/objecten die als gemeentelijk monument zijn beschreven in 14 regels (monumentnummers).
| Object | Bouwjaar                 | Architect       | Locatie                                                                 | Coördinaten                   | Nr.                   | Afbeelding |
| --- | ------------------------ | --------------- | ----------------------------------------------------------------------- | ----------------------------- | --------------------- | --- |
| Spoorlijn en boogbrug over de voormalige vestinggracht/Havenkom (aftakking spoorlijn Maastricht-Hasselt)                           | ca. 1900                 |                 | Frontenpark; spoorpad tot Fort Willemweg)                               | 50° 51' 28" NB, 5° 41' 13" OL | 0935/452              | Spoorlijn en boogbrug over de voormalige vestinggracht/Havenkom (aftakking spoorlijn Maastricht-Hasselt)                           |
| Gashouder | 1956                     |                 | bij Lage Frontweg 9                                                     | 50° 51' 25" NB, 5° 41' 0" OL  | 0935/444              | Meer afbeeldingen |
| Restanten van het vestingstelsel Nieuwe Bossche Fronten                                                                            | 1816-1823                |                 | Park 'Lage Fronten', van Lage Frontweg tot de boogbrug over de Havenkom | 50° 51' 25" NB, 5° 41' 5" OL  | 0935/2724 [dode link] | Meer afbeeldingen |
| Voormalig spoorwegemplacement, nu natuurgebied                                                                                     | 1e kwart van de 20e eeuw |                 | Frontensingel, in het park 'Lage Fronten'                               | 50° 51' 26" NB, 5° 41' 11" OL | 0935/2725             | Voormalig spoorwegemplacement, nu natuurgebied                                                                                     |
| Woonhuis | 1917                     |                 | Cabergerweg 3                                                           | 50° 51' 19" NB, 5° 40' 58" OL | 0935/2723             | Woonhuis |
| Patronaatshuis 'De gooi werke' |                          |                 | Pastoor Habetsstraat 51                                                 | 50° 51' 2" NB, 5° 40' 36" OL  | 0935/2577             | Patronaatshuis 'De gooi werke' |
| Herenhuis | 1932                     | Alphons Boosten | Pastoor Habetsstraat 53                                                 | 50° 51' 3" NB, 5° 40' 36" OL  | 0935/2578             | Herenhuis |
| Coöperatieve zuivelfabriek St. Servatius                                                                                           | 1929                     | A. Deussen      | Statensingel 138                                                        | 50° 51' 6" NB, 5° 40' 47" OL  | 0935/2625             | Coöperatieve zuivelfabriek St. Servatius                                                                                           |
| Voormalige directeurswoning van melkfabriek St. Servatius                                                                          | 1930-1933                | A. Deussen      | Statensingel 140                                                        | 50° 51' 5" NB, 5° 40' 46" OL  | 0935/2627             | Voormalige directeurswoning van melkfabriek St. Servatius                                                                          |
| Stadswoning in sobere art-decostijl                                                                                                | 1932                     |                 | Statensingel 172                                                        | 50° 51' 2" NB, 5° 40' 42" OL  | 0935/2629             | Stadswoning in sobere art-decostijl                                                                                                |
| Stadswoning | 1949                     | Jean Huysmans   | Statensingel 18                                                         | 50° 51' 14" NB, 5° 40' 59" OL | 0935/2623             | Stadswoning |
| Woningbouwcomplex bestaande uit 36 aan elkaar geschakelde woningen in traditioneel-ambachtelijke stijl (monumentnummers 3015-3034) | 1930                     | A. Boosten      | Statensingel 26-84 (even)                                               | 50° 51' 12" NB, 5° 40' 56" OL | 0935/3015             | Woningbouwcomplex bestaande uit 36 aan elkaar geschakelde woningen in traditioneel-ambachtelijke stijl (monumentnummers 3015-3034) |
| Complex van 26 arbeiderswoningen in traditioneel-ambachtelijke stijl (monumentnummers 3035-3060)                                   | 1929                     |                 | Statensingel 86-136 (even)                                              | 50° 51' 8" NB, 5° 40' 52" OL  | 0935/3035             | Complex van 26 arbeiderswoningen in traditioneel-ambachtelijke stijl (monumentnummers 3035-3060)                                   |
| Transformatorhuisje in traditioneel-ambachtelijke stijl                                                                            | circa 1930               |                 | Statensingel bij 136                                                    | 50° 51' 7" NB, 5° 40' 48" OL  | 0935/2691             | Transformatorhuisje in traditioneel-ambachtelijke stijl                                                                            |

## Lanakerveld
De buurt Lanakerveld kent 14 panden/objecten die als gemeentelijk monument zijn beschreven in 8 regels (monumentnummers).
| Object | Bouwjaar | Architect       | Locatie                                                       | Coördinaten                   | Nr.                   | Afbeelding |
| --- | -------- | --------------- | ------------------------------------------------------------- | ----------------------------- | --------------------- | --- |
| Pompgebouw | 1955     | Frans Dingemans | Brusselseweg 621                                              | 50° 52' 20" NB, 5° 40' 16" OL | 0935/3841 [dode link] | Pompgebouw |
| Kazemat van type S, een neutraliteitsbunker                                                                                | 1939     |                 | Brusselseweg, hoek Postbaan 8                                 | 50° 52' 5" NB, 5° 40' 20" OL  | 0935/3839             | Kazemat van type S, een neutraliteitsbunker                                                                                |
| Douanekantoor, sinds circa 1990 drie woningen                                                                              |          |                 | Brusselseweg 800-802-804                                      | 50° 52' 49" NB, 5° 40' 24" OL | 0935/2722             | Douanekantoor, sinds circa 1990 drie woningen                                                                              |
| Carréhoeve in traditionele bouwstijl                                                                                       | 1805     |                 | Postbaan 8                                                    | 50° 52' 0" NB, 5° 40' 17" OL  | 0935/3853             | Carréhoeve in traditionele bouwstijl                                                                                       |
| Twee lindebomen |          |                 | Postbaan bij 8                                                | 50° 52' 1" NB, 5° 40' 16" OL  | 0935/3854 [dode link] | Twee lindebomen |
| Van de gietijzeren grenspalen 95 t/m 102 en tussenliggende grenssteden liggen er totaal 7 stuks op de grens van deze buurt | 1843     |                 | Langs de Belgische grens, o.a. bij Kantoorweg en Brusselseweg | 50° 52' 53" NB, 5° 40' 9" OL  | 0935/3909             | Van de gietijzeren grenspalen 95 t/m 102 en tussenliggende grenssteden liggen er totaal 7 stuks op de grens van deze buurt |
| Spoorwegonderdoorgang | 1856     |                 | Zouwweg, bij Kantoorweg                                       | 50° 52' 40" NB, 5° 40' 16" OL | 0935/3840             | Spoorwegonderdoorgang |

## Door meerdere buurten
In de buurten Frontenkwartier en Boschpoort:
| Object                                                  | Bouwjaar  | Architect | Locatie                                                        | Coördinaten                  | Nr.      | Afbeelding        |
| ------------------------------------------------------- | --------- | --------- | -------------------------------------------------------------- | ---------------------------- | -------- | ----------------- |
| Restanten van het vestingstelsel Nieuwe Bossche Fronten | 1816-1823 |           | Tussen Cabergerweg – Frontensingel – Noorderbrug - Bosscherweg | 50° 51' 28" NB, 5° 41' 6" OL | 0935/447 | Meer afbeeldingen |

In de buurten Frontenkwartier en Bosscherveld:
| Object                                                  | Bouwjaar  | Architect | Locatie       | Coördinaten                   | Nr.       | Afbeelding        |
| ------------------------------------------------------- | --------- | --------- | ------------- | ----------------------------- | --------- | ----------------- |
| Restanten van het vestingstelsel Nieuwe Bossche Fronten | 1816-1823 |           | Lage Frontweg | 50° 51' 11" NB, 5° 40' 45" OL | 0935/2634 | Meer afbeeldingen |

In de buurten Frontenkwartier, Boschpoort en Bosscherveld:
| Object                                                  | Bouwjaar  | Architect | Locatie                                                       | Coördinaten                   | Nr.      | Afbeelding        |
| ------------------------------------------------------- | --------- | --------- | ------------------------------------------------------------- | ----------------------------- | -------- | ----------------- |
| Restanten van het vestingstelsel Nieuwe Bossche Fronten | 1816-1823 |           | Lage Frontweg tot Commandeurslaan; in het park 'Lage Fronten' | 50° 51' 29" NB, 5° 41' 16" OL | 0935/453 | Meer afbeeldingen |